# 聖書学習

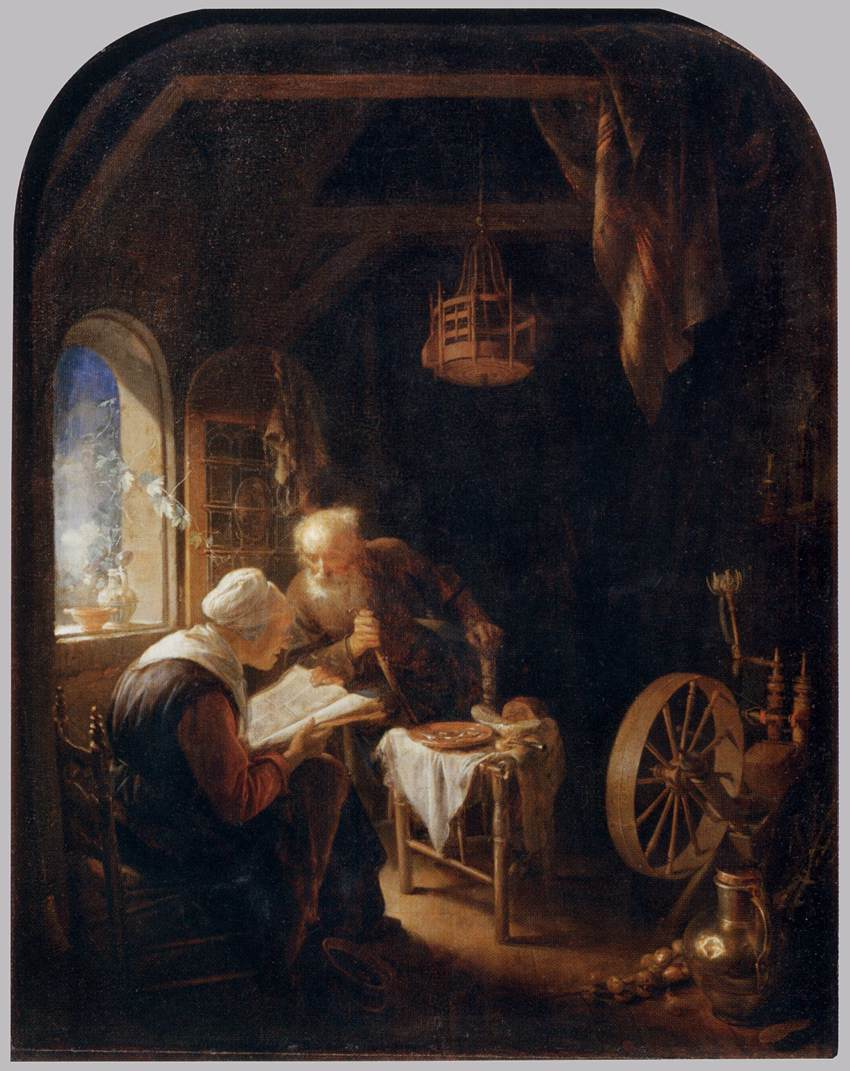
聖書を読む（ヘラルト・ドウ画）

聖書学習（せいしょがくしゅう、英語: Bible study）は、キリスト教共同体で人々が個人的にまたはグループで、宗教的または霊的実践として『聖書』を学習・研究することである。多くのキリスト教の伝統では、キリスト教の祈りと結びついた聖書の学びは、ディヴォーションまたはディボーション行為として知られている。多くのキリスト教会では、聖書研究をグループで行う時間を設けていて、聖書研究会などとも呼ばれている。
聖書学習の起源は、オリゲネスやヒエロニムスなどの教父がクリスチャンを弟子とするために聖書を広く教えた初期キリスト教にある。キリスト教では、聖書研究は「神の言葉によって教えられ、養われる」「聖書によって伝えられる霊感の力によって形成され、活気づけられる」ことを目的としている。

## 個人またはグループで
聖書学習は個人またはグループで行なわれる。グループでの学習は教会あるいはキリスト教系の学校のグループで行なわれたり、また無教会派でも「角筈聖書研究会」などの例がある。

## 各宗派での特記事項
聖書学習の各宗派での特徴は、上記リンク先に書かれている。

## 参照項目
- 角筈聖書研究会 (内村鑑三)
- 聖書学